# Шлехтер, Дирк
Дирк Шлехтер (нем. Dirk Schlächter, родился 15 февраля 1965 в Бад-Наухайме) — немецкий рок-музыкант, бас-гитарист (ранее — гитарист) пауэр-метал-группы Gamma Ray.

## Биография
В возрасте 8 лет Дирк пошёл в музыкальную школу, в возрасте 11 лет приобрёл свою первую гитару. В возрасте 15 лет он начал играть на электрогитаре, а с 19 лет стал бас-гитаристом. Он выступал в таких коллективах, как Blue Life, Sold Out, Louis Glover House Band и Drivin' Force.
В группе Gamma Ray Дирк появился как приглашённый музыкант во время записи альбома Heading for Tomorrow: его бас-партии есть на треках «Money» и «The Silence». После сессий Heading For Tomorrow Дирк становится вторым гитаристом группы. Он принимал участие в записях альбомов Sign No More, Insanity and Genius и Land of the Free. После записи последнего альбома Шлехтер собирался поменяться позициями с басистом Яном Рубахом, но тот ушёл из группы, и Шлехтер сам занял его место, уступив позицию гитариста Хеньо Рихтеру. Первая бас-партия Шлехтера появилась на альбоме Somewhere Out In Space.
По совместительству Шлехтер является продюсером группы с момента написания альбома Insanity and Genius, как и фронтмен группы Кай Хансен. Как бас-гитарист Шлехтер практикует все три основные техники игры: пальцами, медиатором и слэпом.
В 2013 году он присоединился к немецкой симфонической метал-группе Neopera.
С 2018 года он является басистом испанской группы Avalanch.

## Дискография

### Gamma Ray

#### Студийные альбомы
- Heading for Tomorrow (1990) (приглашённый музыкант)
- Sigh No More (1991)
- Insanity and Genius (1993)
- Land of the Free (1995)
- Somewhere Out in Space (1997)
- Power Plant (1999)
- No World Order (2001)
- Majestic (2005)
- Land of the Free II (2007)
- To The Metal! (2010)
- Empire Of The Undead (2014)

#### Концертные альбомы
- Alive '95 (1996)
- Skeletons in the Closet (2003)
- Hell Yeah! The Awesome Foursome (2008)

#### EP
- Heaven Can Wait (1990)
- Silent Miracles (1996)
- Valley of the Kings (1997)

#### Сборники
- The Karaoke Album (1997)
- Blast from the Past (2000)

#### Видео и DVD
- Heading for the East (1990)
- Lust for Live (1993)
- Hell Yeah! The Awesome Foursome (2008)